# Xinshi, Baoding
Xinshi är ett stadsdistrikt i Baodings stad på prefekturnivå i Hebei-provinsen i norra Kina. Det ligger omkring 140 kilometer sydväst om huvudstaden Peking.